# Зоран Косановић
Зоран Косановић (Београд, 16. јануар 1956 — Торонто, 4. фебруар 1998) био је репрезентативац у стоном тенису. Играо је левом руком, а омиљени ударац му је био бекхенд.

## Биографија
Косановић је представљао Југославију на свих пет светских првенстава од 1973. до 1981. године (освојио је сребрну медаљу на Светском првенству 1975. године). 1976. је био шампион Европе у Прагу. Са својим партнером у дублу Миливојем Каракашевићем стигао је до полуфинала Европског првенства 1978. године.
На Балканском првенству освојио је 11 титула. Од 1975. до 1979. године, пет пута је био првак Југославије. Његов највиши ранг на ИТТФ светској ранг листи је 7. место.
Преселио се у Торонто у септембру 1979. године. Освојио је првенство Северне Америке 1981. године, а 1982. је освојио Отворено првенство САД. На Светском првенству у Токију 1983. представљао је Канаду.
Косановић је 4. фебруара 1998. колабирао док је учествовао на рекреативној фудбалској утакмици у спортском комплексу Хангар и преминуо од срчаног удара. Сахрањен је на торонтском гробљу Јорк.
У марту 1998. године, ФК Српски бели орлови основали су годишњи фудбалски турнир који се одржава у парку Даунсвју у част Косановићу.

## Породица
Косановић је био у браку са Даринком (рођ. Јованов) од 1979. године са којом је имао двоје деце: сина Сашу и ћерку Тању.